# 弗朗切斯科·明托
弗朗切斯科·明托（義大利語：Francesco Minto；1987年5月29日—）是一位意大利橄欖球運動員。他是意大利國家橄欖球隊的一員，代表意大利參加了2015年世界盃橄欖球賽。